# Ergonomie des interfaces informatiques
L'ergonomie informatique (ou ergonomie des interfaces) est une branche de l'ergonomie, qui a pour objectif d'améliorer les interactions homme-machine, la facilité d’utilisation et d’apprentissage des produits interactifs. Cette pratique cherche à concevoir ou modifier des interfaces afin qu'elles soient en adéquation avec les caractéristiques physiologiques, perceptives et cognitives de leurs utilisateurs potentiels. Elle s'appuie sur différentes  méthodes de conception et d’évaluation permettant d’obtenir le logiciel ou le site web le mieux adapté aux utilisateurs visés.

## Démarche
Tout au long de la démarche ergonomique, la conception et l'évaluation du produit s'attachent à prendre en compte les besoins et attentes de l'utilisateur final ; elle vise à intégrer la composante humaine, le « point de vue utilisateur », dans le processus de conception d'un produit informatique : la conception centrée sur l'utilisateur. Les deux critères les plus fréquemment associés sont l'utilité et l'utilisabilité où :
- L'utilité renvoie à l'idée qu'une application doit répondre à un besoin et être pertinente au regard des objectifs de l'utilisateur cible
- L'utilisabilité (définie selon la norme ISO 9241[3]) correspond au « degré selon lequel un produit peut être utilisé, par des utilisateurs identifiés, pour atteindre des buts définis avec efficacité, efficience et satisfaction, dans un contexte d’utilisation spécifié »

Ce critère d'utilisabilité se décompose en de nombreux aspects décrits dans la plupart des guidelines de systèmes d'exploitation et de logiciel. Les ergonomes utilisent classiquement des listes de critères (ou checklist), afin d'évaluer l'utilisabilité des interfaces logiciels et des sites Web. Citons notamment :
- Les critères de Scapin & Bastien[4],[5] ;
- Les guidelines du Usability.gov[6] ;
- Les guidelines pour le Web de UserFocus[7] ;
- Les check-lists d'évaluation ergonomique et de conception d'un site Web de Nogier[8] ;
- la check-list logiciel basée sur la Norme ISO 9241 de Ribeiro[9].

L'ergonomie informatique travaille toujours sur deux versants :
- les universels : connaissances sur les caractéristiques de l'utilisateur (capacités perceptives, motrices, cognitives, etc.) ;
- les spécifiques : connaissances de l'individu ou du groupe d'individus qui représente la cible de l'application, connaissance du contexte de déroulement de l'activité, spécifique aux caractéristiques de la tâche, etc.).

## Avantages
Comme toute méthode visant à améliorer la qualité d'un produit, il est difficile de mesurer exactement le gain apporté par la conception ergonomique. Pour Nielsen, le coût est évalué à environ 6 % du budget global du projet. Cet investissement est relativement faible au regard de l'importance des enjeux que sont la qualité du produit et la satisfaction du client. Les équipes de développement et les concepteurs de logiciel savent que l'ergonomie est déterminante pour la réussite d'un produit.
À titre d'exemple, en 1994, la seconde version de la base de données Vax Rally corrige 20 des 75 problèmes d'utilisabilité identifiés sur la première version. Cette nouvelle mouture du produit enregistre un gain de 80 % sur les bénéfices par rapport à la précédente. Ce résultat est supérieur de plus de 66 % aux prévisions de ventes .
Un autre exemple. En 1998, IBM a revu le design d'une partie de ses sites selon des principes ergonomiques simples tels que l'homogénéité de présentation et l'accès rapide aux pages les plus fréquemment utilisées. En mars 1999, dans le mois qui a suivi le redémarrage, le trafic a augmenté de 120 % sur le site de commerce électronique ShopIBM et les ventes ont grimpé de 400 % !.

## Méthodes et outils
Les ergonomes et designer UX utilisent un ensemble de méthodes et d'outils lors de leur intervention ergonomique. Ils permettent d'évaluer l'existant et/ou concevoir des interfaces répondant aux besoins des utilisateurs. Parmi ces méthodes, deux grands types se distinguent :
- les méthodes faisant appel aux utilisateurs, avec des indicateurs de performance et de perception subjective :
  - le test utilisateur servant à vérifier des critères d'utilité, d'utilisabilité, de satisfaction, etc. en faisant tester l'interface par des utilisateurs individuellement,
  - le focus groupe permettant de recueillir l’opinion des utilisateurs réels ou potentiels sur un logiciel ou un site Web,
  - le tri par cartes facilitant la structuration de l'architecture de l'information, le plus souvent l'arborescence des rubriques et menus d'un site Web,
  - les personas, archétypes d'utilisateurs accompagnant la conception centrée sur l'utilisateur,
  - l'analyse de la tâche et de la situation de travail permettent d'identifier les principes directeurs de la conception du logiciel et de son interface ;
- les méthodes uniquement basées sur l'expertise de l'ergonome :
  - l'audit ergonomique (ou inspection experte) consistant à vérifier si le logiciel respecte un ensemble de critères d'utilisabilité,
  - le prototypage sert à consolider le design de l'interface homme-machine. Bien que cette démarche se base sur des méthodes faisant appel aux utilisateurs, l'ergonome ou le designer réalise seul cette étape. Le prototypage est d'autant plus efficace lorsqu'il est itératif,
  - autres méthodes : Évaluation heuristique (ex: Les 10 heuristiques de Nielsen), Cheminement cognitif (voir aussi Modèles cognitifs de la recherche d'information et Cheminement cognitif (en anglais)), Benchmark surtout pour les sites Web.

Les unes ou les autres de ces méthodes sont exécutées en fonction des caractéristiques de l'application (contexte d'utilisation, cible, refonte ou conception pure...) et de leur intégration au sein du projet de conception du produit.